# Novovorontsovka
Novovorontsovka (en ucraniano: Нововоронцовка) es un pueblo ucraniano perteneciente al óblast de Jersón. Situado en el sur del país, forma parte del raión de Berislav y centro del municipio (hromada) de Novovorontsovka.

## Toponimia
El nombre del lugar en ruso es también Novovorontsovka (en ruso: Нововоронцовка). El asentamiento recibe el nombre del noble y mariscal de campo ruso Mijaíl Vorontsov.

## Geografía
Novovorontsovka se encuentra en la orilla derecha del Dniéper en el embalse de Kajovka, a 80 km al sureste de Kryvyi Rih y a 160 km al noreste de Jersón. La ciudad grande más cercana es Níkopol, a 50 km al este del pueblo. 

### Clima
Novovorontsovka tiene un clima continental moderado con inviernos suaves, primavera temprana y veranos calurosos y secos. La temperatura media anual es de 11 °C y la precipitación media anual es de 490 mm.

## Historia
El área donde se encuentra Novovorontsovka ha estado habitada durante mucho tiempo. En la segunda mitad del siglo XVIII, antes de la liquidación del Sich de Zaporiyia (1775), los campamentos de invierno de los cosacos de Zaporiyia estaban ubicados en este territorio.
El lugar fue fundado en 1795 con el nombre de Nikolayevka (en ucraniano: Николаевка) y en 1798 ya había 524 habitantes en el pueblo, de los cuales 317 hombres y 207 mujeres. En 1821, el pueblo pasó a manos del príncipe y militar ruso Mijaíl Vorontsov, que fue el comienzo de un mayor desarrollo del pueblo trayendo aquí a algunos de los siervos de sus otras propiedades. En 1829 el pueblo recibió su nombre actual y en 1886 el pueblo contaba con 1.494 habitantes.
En enero de 1918 se estableció aquí el poder soviético. El 17 de febrero de 1935, se creó el distrito de Novovorontsov y Novovorontsovka se convirtió en su centro administrativo. El distrito fue originalmente parte del óblast de Odesa. Posteriormente, entre 1937 y 1944, formó parte del óblast de Mykolaiv, y en 1944, con la formación del óblast de Jersón, pasó a formar parte de él. 
Durante la Segunda Guerra Mundial,el pueblo fue ocupado por el avance de las tropas alemanas el 18 de agosto de 1941, pero el 27 de febrero de 1944 fue liberado por el Ejército Rojo.
A fines de la década de 1940, parte del pueblo tuvo que ser reubicado debido a la construcción del embalse de Kajovka, que lo desbordó. En 1956, a Novovorontsovka se le otorgó el estatus de asentamiento de tipo urbano.
Hasta el 18 de julio de 2020, Novovorontsovka fue el centro administrativo del raión de Novovorontsovka. El raión se abolió en julio de 2020 como parte de la reforma administrativa de Ucrania, que redujo el número de rayones del óblast de Jersón a cinco. El área del raión de Novovorontsovka se fusionó con el raión de Berislav.En 2023, Novovorontsovka perdió el estatus de asentamiento de tipo urbano debido a la eliminación de este estatus administrativo.
Novovorontsovka es el único asentamiento en el óblast de Jersón que no ha estado bajo ocupación ni un solo día durante la invasión rusa de Ucrania en 2022. El 25 de marzo, las Fuerzas Armadas tomaron posiciones dentro del pueblo y le recuperaron.

## Demografía
La evolución de la población de Novovorontsova entre 1835 y 2022 fue la siguiente:
| 1437                                                          | 1849 | 1494 | 4200 | 3663 | 4705 | 6158 | 6716 | 7317 | 7111 | 6913 | 6448 | 6340 | 5951 |
| (Fuente: Cities & Towns of Ukraine y UKRAINE: Größere Städte) |      |      |      |      |      |      |      |      |      |      |      |      |      |

Según el censo de 2001, la lengua materna de la mayoría de los habitantes, el 94,46%, es el ucraniano; del 5,06%, el ruso.

## Infraestructura

### Transporte
Novovorontsovka tiene acceso a la autopista H23, que conecta Krivói Rog y Níkopol, y también tiene una carretera que lo conecta Berislav y Jersón. La estación de tren más cercana está a unos 10 kilómetros al norte de Tik en el ferrocarril que conecta Apóstolove y Zaporiyia.